# Brygida
Brygida – imię żeńskie pochodzenia celtyckiego. Pochodzi od imienia bogini celtyckiej Brigid lub od słów brigh „siła”, „męstwo”, „cnota”, briganti „wysoki”. Jego pierwotne znaczenie można objaśnić jako „wysoka”, „dostojna”, „potężna”. Imię to pojawiło się w Polsce już w średniowieczu, zapisywano je jako Brygida, Bryjida, Bryda, Bryta, Brytnia. Najstarszy zapis pochodzi z 1265 roku. W 2001 roku miało tak na imię 17456 Polek (255. miejsce wśród wszystkich imion nadanych w Polsce). Były one najczęściej urodzone w latach 50. i 60. XX wieku.
Brygida imieniny obchodzi: 1 lutego, 23 lipca (przesunięte z 8 października).
Odpowiedniki w innych językach:
- ang. – Bridget, Briddgett, Bridgete, Bridgett, Bridgette, Bridgit, Briget, Brigett, Brigette, Briggette, Bridgid, Bridgitte, Bridgot, Briggitte, Bright, Brigid, Brigitte, Labridget, Britney, Bride, Brittany
- esperanto – Brygita[2]
- fr. – Brigitte
- hiszp. – Brigida
- łac. – Brigida
- niem. – Brigitta, Brigitte, Birgitta, Birgitte, Birgit, Britta
- ros. – Brigida
- szw. – Birgitta, Birgit
- wł. – Brigitta, Brigida

Znane święte o imieniu Brygida:
- Brygida z Kildare – patronka Irlandii
- Brygida Szwedzka – założycielka zakonu brygidek

Znane osoby noszące imię Brygida:
- Brigitte Bardot – francuska aktorka
- Birgit Fischer – niemiecka kajakarka
- Bridget Fonda – amerykańska aktorka
- Brygida Grysiak – polska dziennikarka
- Brygida Kuźniak – polska prawniczka, polityk
- Brigitte Macron – pierwsza dama Francji
- Bridgit Mendler – amerykańska aktorka
- Bridget Moynahan – amerykańska aktorka, modelka
- Brigitte Nielsen – duńska aktorka, modelka, piosenkarka
- Brygida Turowska – polska aktorka